# خط نعلي ظنبوبي

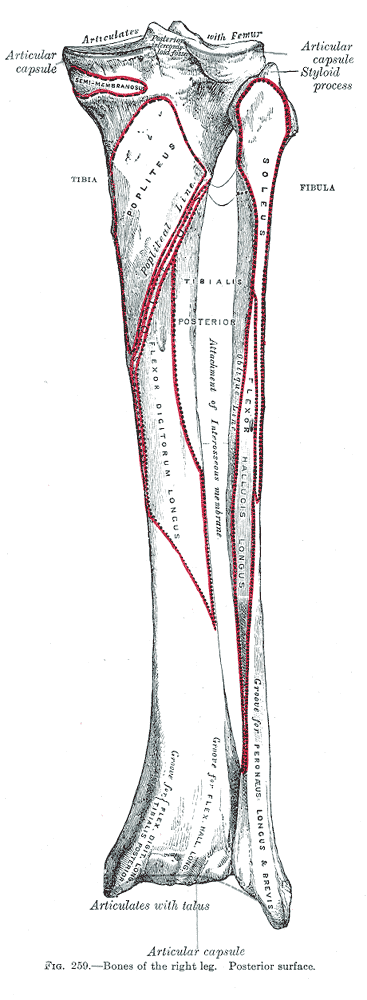
الخَظ النَعلي على عَظمة الظُنبوب

الخَط النَّعلِي أَو الخَط النَّعلِي الظُّنبُوبِي (بالإنجليزية:Soleal line	) أو قَديماً:الخَط المَأبِضِي الظُنبُوبي (بالإنجليزية:Popliteal Line) ،وَهو خَط بارِز يُوجد على الجُزء العُلوي للسَطح الخَلفي لِعظمة الظُنبوب (قصبة الساق).

## الامتداد
يَمتد الخَط النََعلي بشكل مائِل باتجاه الأَسفل مِن الجُزء الخَلفي للوُجَيه المفصلي  -منطقة تَوجد على السطح الخَلفي لعظمة الظنبوب حيث تتمفصل بها مع عظمة الشَظية- حَتى الحُدود الوُسطى لِعظمة الطُنبوب ،بَين نُقطة تقاطع الثُلث العُلوي والثُلث الأَوسط.

## الأَهمية
يُعتبر الخَط النَعلي :
1. يُساعد في تَعلق اللفافة (Fascia) التي تُغطي العَضلات.
2. مَنطقة نُشوء عَدد من العَضلات المُهمة ،مِثل :عضلة نعلية ،عضلة ظنبوبية خلفية وَ العضلة المثنية الطويلة لللأصابع.
3. مُنطقة انغِراس عدد من العَضلات كَالعضلة المأبضية.